# Duke Nukem: Manhattan Project
Duke Nukem: Manhattan Project ist ein Side-Scroller-Computerspiel innerhalb der Duke Nukem Computerspielreihe, das von Sunstorm Interactive entwickelt, von 3D Realms produziert und von Ubi Soft in Europa veröffentlicht wurde. In Europa erschien es im Juni 2002 für Microsoft Windows. Mitte 2010 wurde es auf die Xbox 360 portiert. 2013 erschien es mit Duke Nukem und Duke Nukem II auf Steam. Im Januar 2014 erschien es für iOS.

## Handlung
Bei einer Ordensverleihung für den titelgebenden Helden durch den Bürgermeister von New York City wird die Zeremonie durch Mutanten angegriffen. Er verfolgt die Angreifer auf den Dächern. Später stellt sich heraus, dass Mech Morphix hinter den Angriffen steckt. Dieser bedeckt die Stadt mit grünem Schleim, der Tiere in aggressive Mutanten verwandelt.

## Rezeption
Marcel Kleffmann von 4Players bezeichnete das Spiel als kurzweilig, aber auch nach einiger Zeit eintönig und langweilig. Rüdiger Steidle von PC Games kritisierte die Steuerung als schwammig und das Leveldesign als stellenweise unfair. Es fange dabei jedoch den Charme der alten Spiele gut ein und sei durch die Einzeiler des Protagonisten und versteckte Gags humorvoll inszeniert. Wolfgang Korba von Gameswelt bezeichnete es als gelungenen Versuch ein altes Genre wiederzubeleben.
Martin Woger von Eurogamer rezensierte die Downloadversion für Xbox 360 als belanglos, mit schwacher Technik und spielerischen Unzulänglichkeiten. Die Redaktion von M! Games bezeichnete es als dröges und veraltetes Spiel, das technisch lieblos umgesetzt wurde.